# Cosmin Olăroiu
Cosmin Aurelian Olăroiu (n. 10 iunie 1969, București, România) este un antrenor român de fotbal și un fost jucător. Ca jucător, Olăroiu nu a avut performanțe notabile (cu excepția unei duble marcate din lovituri libere împotriva Gloriei Bistrița pe vremea când juca la FC Național), dar ca antrenor a câștigat campionatul și Supercupa României cu FC FCSB, ambele în 2006, și a calificat echipa în semifinalele Cupei UEFA.

## Cariera de jucător
Cele mai cunoscute cluburi la care a jucat sunt Universitatea Craiova și FC Național București. A jucat de asemena cu succes în Coreea de Sud pentru Suwon Samsung Bluewings câștigând 2 campionate, 2 cupe și 2 supercupe și în Japonia pentru JEF United Ichihara Chiba.

## Cariera de antrenor
Și-a început cariera de antrenor în 2000 cu FC Național, terminând pe locul 7 după primul sezon. În sezonul următor, FC Național s-a bătut până în ultima etapă pentru titlu, fiind liderii campionatului înainte de ultima etapă, însă pierzând în fața Universității Craiova, astfel că titlu a fost câștigat de Dinamo.
În 2002 Olăroiu a semnat cu Steaua București, însă a rezistat doar șapte meciuri, echipa având sub el cel mai slab start de sezon din istorie.
După plecarea de la Steaua, s-a întors la FC Național, de această dată ca manager. În 2003 a fost renumit în funcția de antrenor înlocuindu-l pe Walter Zenga.
În iarna lui 2004 un om de afaceri român, Marian Iancu a cumpărat FCU Politehnica Timișoara, și, la cererea sa, Olăroiu a devenit antrenor principal. La Timișoara, acesta și-a adus cei mai buni jucători de la fosta sa echipă, FC Național, terminând pe locul patru în Divizia A.
La câteva zile de la demiterea de pe banca Timișoarei, pe care a lăsat-o pe locul al patrulea în ligă, a semnat pentru Gigi Becali, patronul Stelei, pentru a-l înlocui pe Oleg Protasov.ref>„Romania gears up for restart”. UEFA. 8 martie 2006.</ref>
În martie 2006 a primit Medalia „Meritul Sportiv” clasa a II-a cu o baretă din partea președintelui României de atunci, Traian Băsescu, pentru calificarea în sferturile Cupei UEFA 2005-2006, în calitate de antrenor al echipei FC Steaua București.
Primul titlu al lui Olăroiu a venit în iunie 2006, o lună mai târziu echipa câștigând și Supercupa României. În mai 2006, Steaua, antrenată de Cosmin Olăroiu, a ajuns în semifinalele Cupei UEFA, unde a pierdut după o confruntare dramatică cu Middlesbrough F.C.. În martie 2006 a primit Medalia „Meritul Sportiv” clasa a II-a cu o baretă din partea președintelui României de atunci, Traian Băsescu, deoarece a fost anterorul echipei FC Steaua Bucuresti, care a obținut calificarea în semifinale Cupei UEFA 2005-2006.
Pe 23 august, Cosmin Olăroiu a reușit să califice o echipă românească în grupele Champions League după o pauză de 10 ani (performanță reușită de Steaua).
Pe 23 iunie 2007, Olăroiu a părăsit Steaua pentru un contract în Arabia Saudită, la Al Hilal.
În ianuarie 2009 a preluat conducerea clubului Al-Sadd din prima ligă din Qatar, de unde și-a dat demisia pe 24 decembrie 2010.
După ce s-a aflat pe lista posibililor viitori antrenori ai echipei naționale a României, pe 5 mai 2011 s-a înțeles cu fosta sa echipă, Steaua București, pentru 3 etape, cât rămăseseră până la finalul sezonului 2010-2011.
A câștigat Cupa României 2011 cu Steaua București în calitate de colaborator, după care a plecat la formația Al Ain S.C.C..

## Palmares

### Jucător
Suwon Bluewings
- K-League (2): 1998, 1999
- K-League Cup (2): 1999, 2000
- Supercupa Coreei de Sud (2): 1999, 2000

### Antrenor
FC Național
- Liga I:
  - Vicecampioni: 2001-2002
- Cupa României
  - Finalist: 2002-2003

Steaua București
- Liga I: 2005–06
- Supercupa României: 2006

Al Hilal
- Liga Profesionistă din Arabia Saudită: 2007–08
- Cupa Arabiei Saudite (2): 2007–08, 2008–09

Al Sadd
- Qatari Stars Cup: 2010

Al Ain
- UAE League (2): 2011–12, 2012–13
- UAE Super Cup: 2012

Al Ahli
- UAE League (2): 2013–14, 2015–16
- UAE President's Cup
  - Finalist (2): 2013–14, 2014–15
- UAE League Cup (2): 2013–14, 2016–17
- UAE Super Cup (3): 2013, 2014, 2016
- AFC Champions League
  - Finalist: 2015

Jiangsu Suning
- Chinese Super League: 2020[11]
- Chinese FA Cup
  - Finalist 2020

Sharjah
- UAE President's Cup (2): 2021–22, 2022–23
- UAE League Cup: 2022–23
- UAE Super Cup: 2022

## Statistici antrenorat
La 11 aprilie 2014.
| Echipa  | Început     | Sfârșit     | Rezultate | Rezultate | Rezultate | Rezultate | Rezultate | Rezultate | Rezultate | Rezultate |
| Echipa  | Început     | Sfârșit     | G         | W         | D         | L         | GF        | GA        | GD        | Win %     |
| ------- | ----------- | ----------- | --------- | --------- | --------- | --------- | --------- | --------- | --------- | --------- |
| Al-Ain  | 6 June 2011 | 6 July 2013 | 77        | 52        | 11        | 14        | 173       | 75        | +98       | 67,53     |
| Al-Ahli | 7 July 2013 | prezent     | 40        | 27        | 10        | 3         | 76        | 41        | +35       | 67,5      |
| Total   | Total       | Total       | 117       | 79        | 21        | 17        | 249       | 116       | +133      | 67,52     |